# Termobarická zbraň

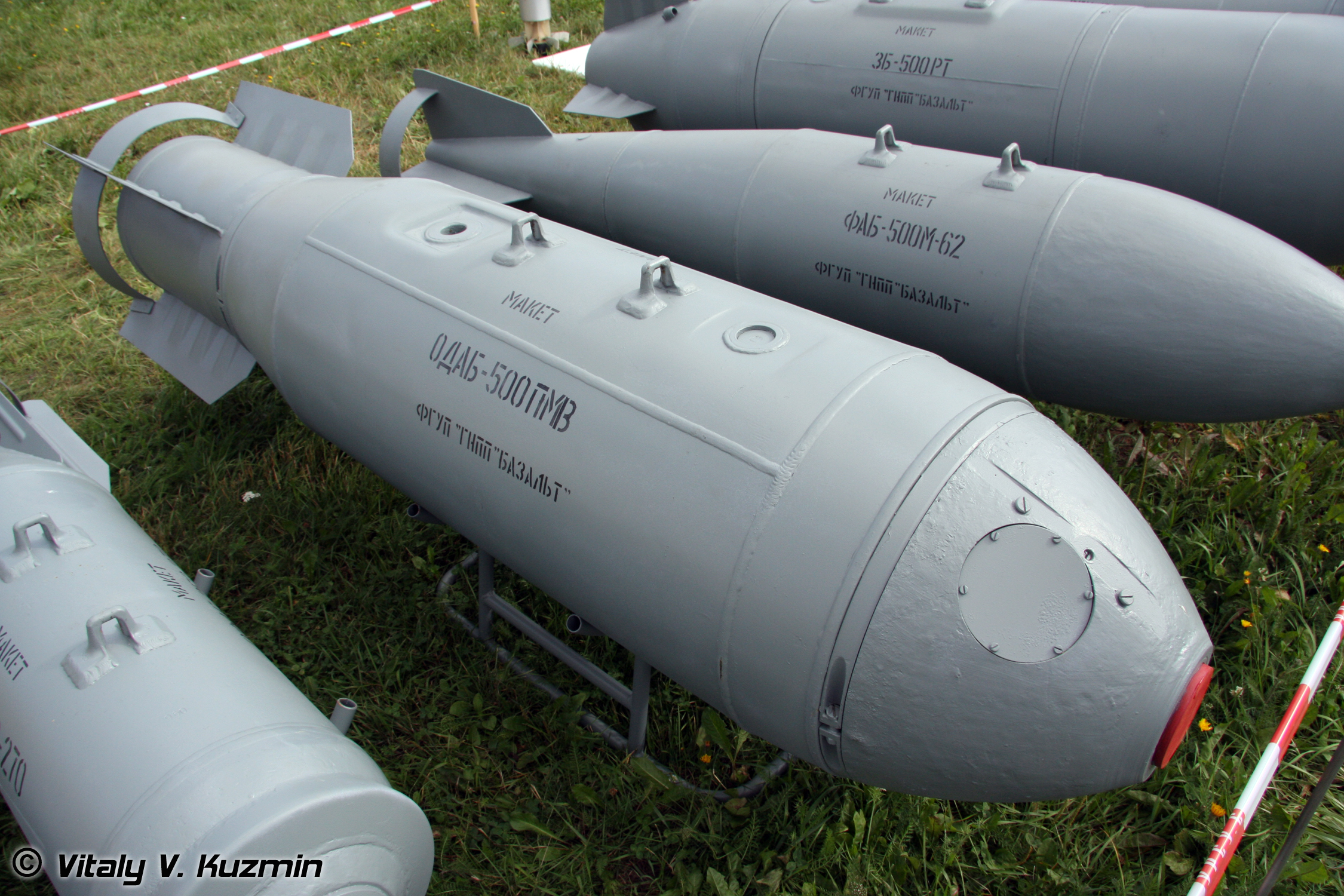
Termobarická bomba ODAB-500PMV

Termobarická zbraň nebo termobarická puma či termobarická munice (v češtině označovaná také přívlastky palivo-vzduchová, palivo-vzdušná, objemově detonující, aerosolová nebo vakuová; v angličtině známá jako thermobaric weapon, high-impulse thermobaric weapons (HITs), fuel-air explosives (FAE nebo FAX) či fuel-air munitions, heat and pressure weapons nebo vacuum bombs) je explozivní zbraň pracující na principu výbuchu aerosolového oblaku paliva smíseného se vzduchem a následného vytvoření mohutné tlakové vlny. Přesná terminologie není ustálená, ale odborná literatura obecně rozlišuje FAE (palivo-vzdušné zbraně), u kterých dochází k rozprášení mraku hořlaviny (typicky kapaliny) do vzduchu pomocí menší exploze a následné detonaci druhé nálože, která odpálí mrak hořlaviny. Zbraně termobarické (TBX, EBX) jsou pak zbraně, které při samotné explozi již uvolňují hořící částečky paliva. Exploze TBX je tedy spojitý děj.

## Historie
Termobarické zbraně byly v průběhu 2. světové války vyvinuty v nacistickém Německu. V jejich vývoji po roce 1945 pokračovala americká i sovětská armáda. Poprvé byly použity americkou armádou v průběhu války ve Vietnamu. K objevu vedla důlní neštěstí, způsobená smíšením uhelného prachu a vzduchu v uhelných dolech. Experimentovalo se s plyny jako metan, propan, butan a jejich směsmi. Konečným řešením byla práškovitá směs průmyslové trhaviny typu amonal (NH4NO3 smísená s hliníkovým prachem). Je používáno také tekuté palivo (např. ethylenoxid, propylenoxid).
Ačkoliv je princip poměrně jednoduchý, pro vlastní funkčnost bomby je klíčové utvoření homogenního mraku s dostatečnou hustotou náplně bez předčasného zážehu. To také limituje její mohutnost.

## Princip výbuchu
Myšlenka těchto zbraní vychází z faktu, že měrná energie (J/kg) běžných výbušnin je řádově menší, než energie uhlovodíkových paliv.
V praxi se využívají dva principy. Palivo-vzdušné zbraně (FAE) používají první nálož v kontejneru s palivem (typicky ethylenoxid, propylenoxid), která rozptýlí palivo do okolního vzduchu. Vzniklý mrak par paliva, kapiček paliva a vzduchu je pak odpálen druhou náloží. Mrak není pouze zapálen, jak se často mylně uvádí, protože čekání na samotný přechod deflagrace (prohořívání) mraku paliva v detonaci by významně snížilo účinek zbraně.
Termobarické zbraně (TBX, EBX) jsou výbušniny/nálože využívající exploze k vymrštění hořících pevných částeček do okolí explozi. V praxi je toto realizováno smícháním samotných palivových částeček s klasickou výbušninou, popř. kontejner s prachovými částečkami obklopuje klasickou nálož. Je možná i varianta, kdy jádro tvoří klasická výbušnina s menším množstvím hořlavého prachu a venkovní nálož obsahuje větší množství hořlavého prachu. Jako klasická výbušnina se ponejvíce uplatňuje RDX a HMX, popř. se v běžně používaných směsích vyskytuje DNAN (dinitroanisol) a TNT. Jako energetické částečky se používá typicky hliníkového prachu, méně často hořčíkového prachu a výjimečně i prachu borového, zirkonového, titanového, křemíkového a uhlíkového. Možné jsou kompozity a povrchově upravené částečky. Některé směsi obsahují i příměs okysličovadla (typicky chloristanu amonného, AFX-757, PAX-28) a inertního pojiva (HTPB, vosk). Tyto energetické částečky reagují s produkty exploze a okolním vzduchem (typicky kyslíkem, v menšině případů dusíkem) a zvyšují celkovou energii výbuchu. Toto hoření je oproti explozi palivo-vzdušných zbraní (FAE) i klasických výbušnin významně zpomalené. Typický výbuchový děj u klasické výbušniny trvá mikrosekundy, u 10 m širokého mraku FAE v nízkých jednotkách milisekund. U termobarické zbraně dochází typicky k vyhoření palivových částeček v řádu desítek milisekund. Typické termobarické výbušniny/nálože obsahují 20-40 hmotnostních procent hořlavých částeček (u PAX-28 se jedná o 20 % hm. práškového hliníku, u PBXIH-135 35 % práškového hliníku a ruské směsi v RPO-A se jedná o 40 % práškového hořčíku). Běžně používaná výbušnina Tritonal (80 % hm. TNT, 20 % práškový hliník) typicky nevykazuje silný termobarický efekt kvůli nízké výbuchové teplotě TNT a uhašení termobarické reakce silným pláštěm typických leteckých bomb. Toto nemusí platit v případě bomb s lehkými obaly a bomb s velmi velkým množstvím Tritonalu. Taktéž výbušnina H-6 je schopna vykazovat termobarický efekt ve velkém množství, zvláště v kombinaci s tenkým pláštěm bomby (MOAB).

## Účinek
Jde o zbraň zneškodňující a zraňující v místě exploze vše živé, navíc s velkým destruktivním účinkem zejména na nezpevněné stavby a techniku. Je ideální i pro útoky na bunkry a podzemní kryty. Účinek se umocňuje v uzavřených prostorech. Důvodem tohoto umocnění je lepší vyhoření pevného paliva (typicky hliník, hořčík, bor a jejich slitiny/kompozity). Ve venkovním prostředí dochází k rychlému ochladnutí mraku hořících částic a tím pádem k nedokonalému hoření. Ničivý účinek tlakové vlny a za ní následujícího podtlaku převyšuje účinnost běžných konvenčních výbušnin. Moderní termobarické výbušniny jsou schopny dosáhnout asi dvojnásobného účinku oproti TNT ve smyslu celkového impulzu tlakové vlny (např. PAX-28, PBXIH-18, DPX-5, PBXIH-135EB). Tohoto účinku se ale dosahuje často pouze v uzavřených prostorech a v závislosti na typu výbušniny. V otevřeném prostoru je o něco menší. 2 kg TNT by na vzdálenost 2 m měly způsobit lehce nad 50 % úmrtnost stojícího člověka bez ohledu na jeho orientaci. 2 kg termobarické výbušniny dosáhnou stejného účinku na vzdálenost lehce pod 3 m. Exploze takovéhoto charakteru mají následně strmý vzestup úmrtnosti, takže 2 kg TNT (2 kg TBX) by měly s téměř 100% pravděpodobností zabít stojícího člověka na cca 1,3 m (2 m). Naopak u obou explozí už nejde očekávat úmrtí v důsledku tlakové vlny nad vzdálenost 5 m. 3 až 4 kg termobarické výbušniny jsou v případě exploze uvnitř místnosti dostačující pro kompletní zničení menšího rodinného domku.

## Improvizovaná termobarická zbraň
Agenti některých tajných služeb byli po druhé světové válce cvičeni v použití improvizované termobarické zbraně uvnitř budov. V podstatě šlo o rozprášení a následné zapálení hořlavých sypkých materiálů, jakými jsou např. uhelný prach, mouka nebo hliníkový prášek. Problémem takové aplikace je zajištění správné koncentrace paliva ve vzduchu a iniciace. K detonaci mraku paliva obecně dojde až po zlomení fronty plamene na ostré hraně, popř. v členitém prostředí (dveře, mříže). Většina paliva kolem místa iniciace pak prostě jenom pomalu shoří. Proto jsou často pokusy o sebevraždu pomocí exploze zemního plynu nebo propan-butanu neúspěšné a končí jen popálením dané osoby (viz případ exploze panelového domu ve Frenštátě pod Radhoštěm). Běžně dostupné alkany (methan v zemním plynu, propan, butan) navíc oproti etherům neochotně přecházejí v detonaci. Alkeny a alkyny potom v detonační schopnosti spadají mezi tyto dva extrémy.